# Grundlagenstudien aus Humankybernetik und Geisteswissenschaft
Grundlagenstudien aus Humankybernetik und Geisteswissenschaft o GRKG (in italiano: studi di base in cibernetica umana e scienze della mente) è una rivista internazionale redatta in cinque lingue e pubblicata in Germania dal 1992.

## Storia
La rivista è stata fondata alla fine del 1959 presso l'Università Tecnica di Stoccarda. La pubblicazione è stata resa possibile da Max Bense (1910-1990), professore di filosofia e teoria della scienza, e successivamente dagli imprenditori Wolfgang ed Eberhard Schnelle. La redazione inizialmente comprendeva Helmar Frank (* 1933), Gerhard Eichhorn (* 1964), Gotthard Günther (1900-1984), André Abraham Moles (1920-1992), Felix von Cube (* 1927), Elizabeth Walther (* 1922) e Rul Gunzenhäuser (* 1931). I professori Hardi Fischer, Peter Müller, Siegfried Maser, Klaus Weltner, Vernon Gerlach, Klaus-Dieter Graf, Alfred Hope, Herbert Stachowiak, Miloš Lánský, più recentemente Manfred Wettler, Horst Völz e Bernhard Mitter sono stati anche editori per cinquant'anni.
Gli argomenti inizialmente erano: cibernetica generale relativa alla teoria dell'informazione, teoria dei codici, teoria dell'automazione, linguaggi formali, teoria della regolazione e teoria dei segni, dal campo della cibernetica umana alla psicologia dell'informazione, estetica dell'informazione, cibernetica del linguaggio, cibernetica organizzativa, nonché cibernetica ingegneristica, bio-cibernetica, bio, semiotica e filosofia. Negli anni '70 furono aggiunte la linguistica matematica e l'interlinguistica.
La rivista viene pubblicata dal Servizio Bibliografico Accademico presso l'Istituto di Cibernetica di Paderborn. Le lingue di pubblicazione sono, oltre al tedesco, le lingue ufficiali dell'Association Internationale de Cybernétique (1959-2000) il francese, l'inglese e l'esperanto, come ultimo aggiunto l'italiano, una delle lingue ufficiali dell'Accademia Internazionale delle Scienze San Marino (AIS).